# Rudolf von Delbrück

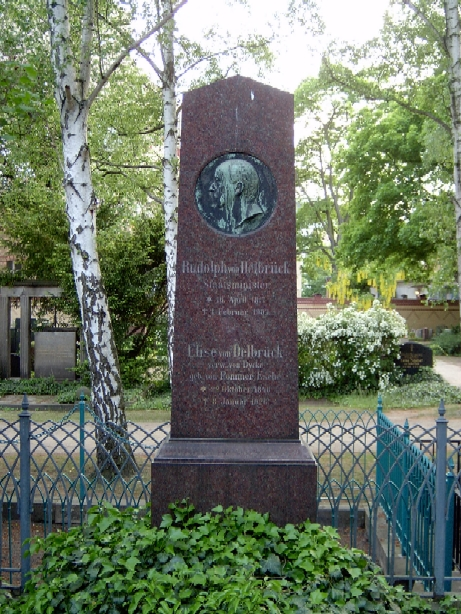
Nagrobek Rudolfa von Delbrücka

Rudolf von Delbrück, właśc. Martin Friedrich Rudolf von Delbrück (ur. 16 kwietnia 1817 w Berlinie, zm. 1 lutego 1903 tamże) – pruski polityk, zwany „prawą ręką Bismarcka”.

## Życiorys
Jemu zawdzięczały Prusy pozyskanie dla północnego związku celnego Hanoweru i Oldenburga (1851), a potem doskonale pomyślane i przewidujące traktaty handlowe z Włochami, Francją i Belgią. Jego dziełem był również wielki związek celny z roku 1866, skupiający dookoła Prus niemal wszystkie państwa późniejszej Rzeszy i przygotowujący w ten sposób powstanie Cesarstwa Niemieckiego.
Po wojnie francusko-pruskiej 1870–1871 roku brał bardzo czynny udział w rokowaniach pokojowych w Wersalu i ustalił ekonomiczne i finansowe klauzule traktatu frankfurckiego. Za położone dla państwa niemieckiego zasługi otrzymał 200 000 talarów i został szefem urzędu kanclerskiego.
Na tym stanowisku pozostał do roku 1876, po czym ustąpił, poróżniwszy się z Bismarckiem w sprawie wykupu kolei przez państwo; jako zdecydowany zwolennik niekrępowanej inicjatywy prywatnej w rzeczach gospodarczych nie chciał się zgodzić na obarczanie państwa prowadzeniem tak skomplikowanego przedsiębiorstwa, jak koleje żelazne.